# Гейлівіль (Оклахома)
Гейлівіль (англ. Haileyville) — місто (англ. city) в США, в окрузі Піттсбург штату Оклахома. Населення — 716 осіб (2020).

## Географія
Гейлівіль розташований за координатами 34°51′15″ пн. ш. 95°34′43″ зх. д. / 34.85417° пн. ш. 95.57861° зх. д. (34.854152, -95.578632).  За даними Бюро перепису населення США в 2010 році місто мало площу 2,67 км², з яких 2,67 км² — суходіл та 0,01 км² — водойми.

## Демографія
Згідно з переписом 2010 року, у місті мешкало 813 осіб у 339 домогосподарствах у складі 216 родин. Густота населення становила 304 особи/км².  Було 405 помешкань (152/км²).
Расовий склад населення:
| - 69,7 % — білих - 22,5 % — корінних американців - 0,4 % — азіатів - 0,2 % — чорних або афроамериканців |

До двох чи більше рас належало 6,6 %. Частка іспаномовних становила 1,6 % від усіх жителів.
За віковим діапазоном населення розподілялося таким чином: 25,1 % — особи молодші 18 років, 60,3 % — особи у віці 18—64 років, 14,6 % — особи у віці 65 років та старші. Медіана віку мешканця становила 39,7 року. На 100 осіб жіночої статі у місті припадало 96,4 чоловіків;  на 100 жінок у віці від 18 років та старших — 91,5 чоловіків також старших 18 років.
Середній дохід на одне домашнє господарство  становив 36 447 доларів США (медіана — 31 719), а середній дохід на одну сім'ю — 40 790 доларів (медіана — 36 667). Медіана доходів становила 32 206 доларів для чоловіків та 21 818 доларів для жінок. За межею бідності перебувало 27,4 % осіб, у тому числі 33,7 % дітей у віці до 18 років та 17,3 % осіб у віці 65 років та старших.
Цивільне працевлаштоване населення становило 310 осіб. Основні галузі зайнятості: освіта, охорона здоров'я та соціальна допомога — 21,3 %, публічна адміністрація — 13,5 %, виробництво — 12,3 %, роздрібна торгівля — 11,3 %.